# Iberolacerta cyreni
Espèce
Synonymes
- Lacerta monticola cyreni Müller & Hellmich, 1937
- Lacerta cyreni castilliana Arribas, 1996

Statut de conservation UICN

 EN B1ab(iii) : En danger
Iberolacerta cyreni est une espèce de sauriens de la famille des Lacertidae.

## Répartition

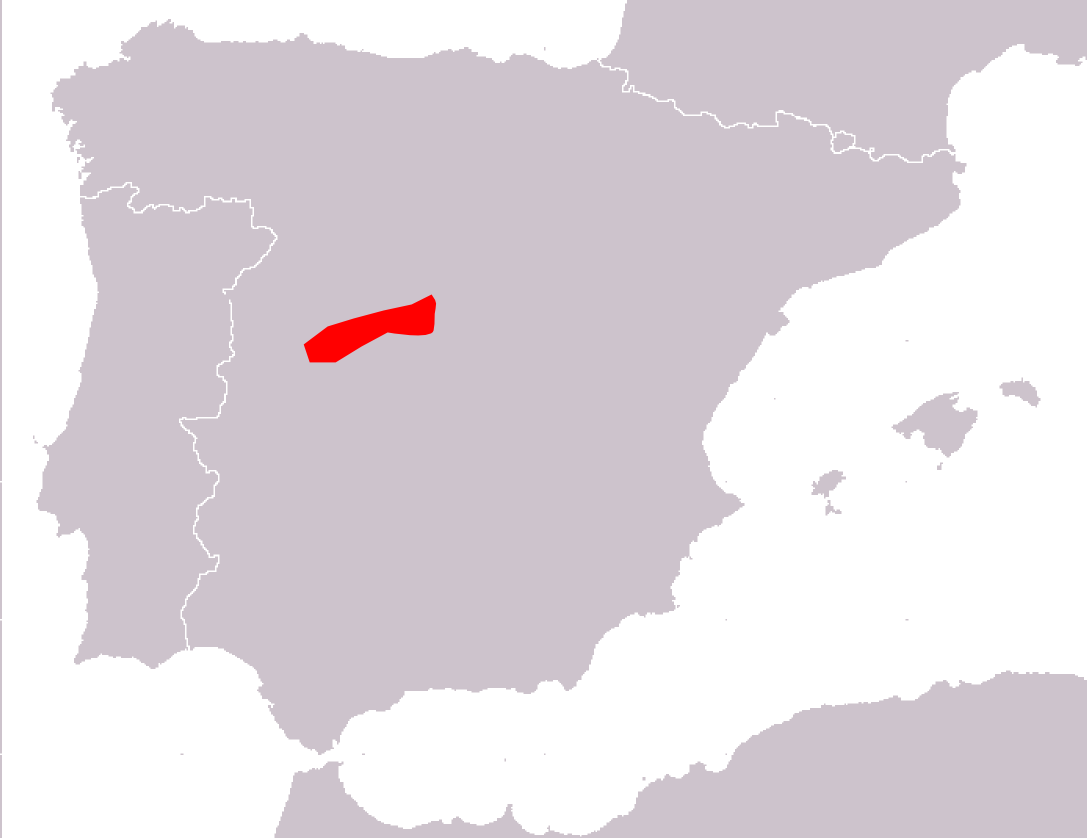
Distribution

Cette espèce est endémique d'Espagne. Elle se rencontre entre 1 300 et 2 500 m d'altitude dans la Sierra de Gredos, la Sierra de Béjar et la Sierra de Guadarrama.

## Liste de sous-espèces
Selon The Reptile Database (23 janvier 2013) :
- Iberolacerta cyreni castilliana (Arribas, 1996) ;
- Iberolacerta cyreni cyreni (Müller & Hellmich, 1937).

## Étymologie
Cette espèce est nommée en l'honneur de Carl August Otto Cyrén.

## Publications originales
- Arribas, 1996 : Taxonomic revision of the Iberian Archaeolacertae I: A new interpretation of the geographical variation of Lacerta monticola Boulenger 1905 and Lacerta cyreni Müller & Hellmich 1937 (Squamata: Sauria: Lacertidae). Herpetozoa, vol. 9, p. 31-56.
- Müller & Hellmich, 1937 : Mitteilungen über die Herpetofauna der Iberischen Halbinsel. II. Zur Kenntnis der Lacerta monticola. Zoologische Anzeiger, vol. 117, no 3/4, p. 65-73.